# Вулканска вълнолюбка
Вулканска вълнолюбка (Oceanodroma matsudairae) е вид птица от семейство Hydrobatidae. Видът е уязвим и сериозно застрашен от изчезване.

## Описание
Тази птица достига на дължина до 25 см и има размах на крилете около 56 cm.

## Разпространение
Разпространена е в Япония. Също често посещава и западната част на Индийския океан (Сомалия, Сейшелските острови и др.).